# Marmornachtschwalbe
Die Marmornachtschwalbe (Caprimulgus inornatus) ist eine Vogelart aus der Familie der Nachtschwalben (Caprimulgidae).
Sie kommt in einem breiten Streifen Afrikas von Mauretanien und Senegal bis Eritrea, Somalia, Kenia, Saudi-Arabien und Jemen vor.
Ihr Verbreitungsgebiet umfasst hauptsächlich baum- oder buschbestandene Savannen, Steppen, Halbwüsten und auch Grasland bis 1800 m.

## Beschreibung

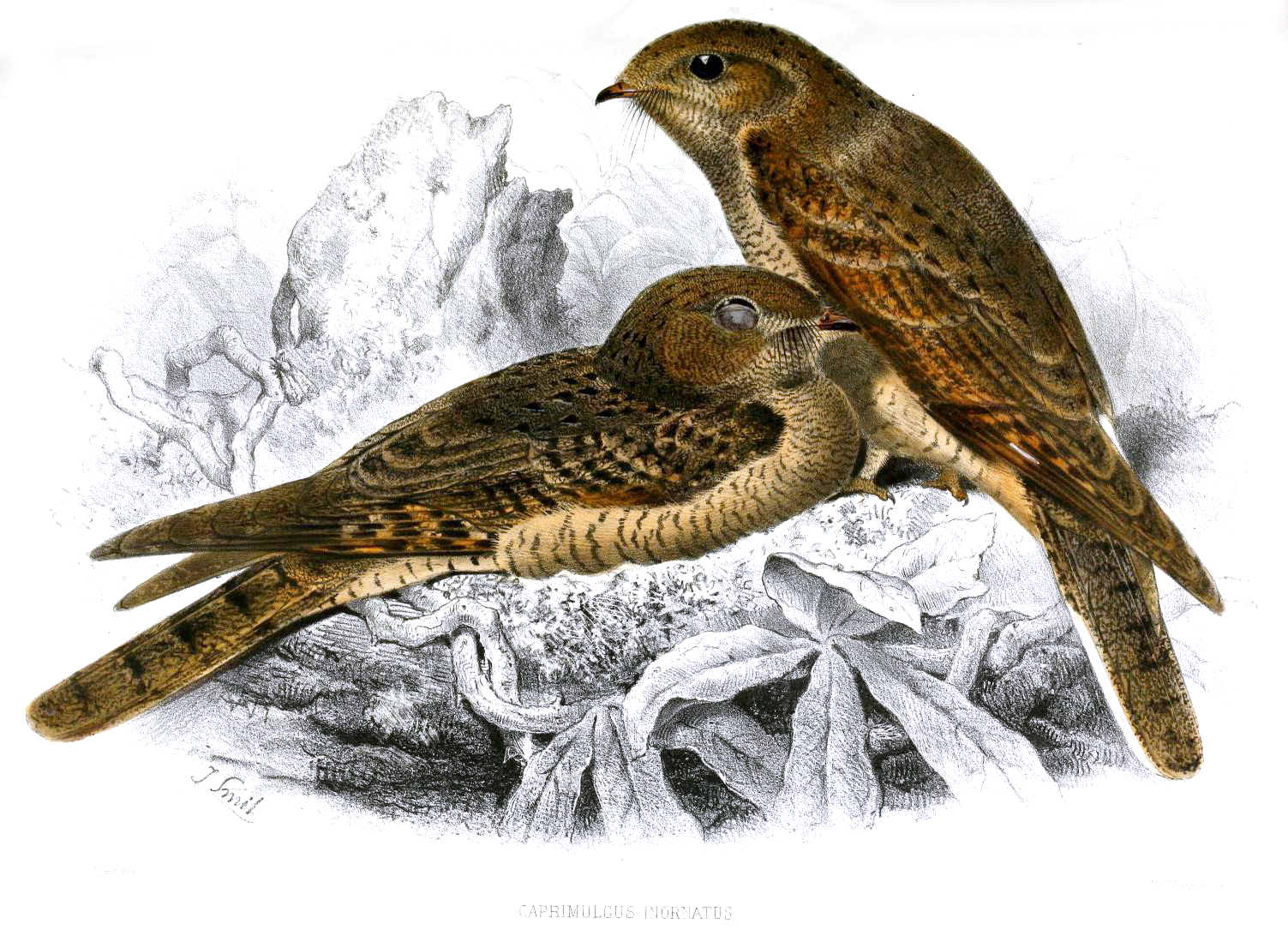
Marmornachtschwalbe, Illustration

Die Marmornachtschwalbe ist 22–23 cm groß, das Männchen wiegt zwischen 33 und 61 g, das Weibchen zwischen 32 und 57 g.
Diese Nachtschwalbe ist einfarbig dunkel mit Variationen von graubraun, braun bis rotbraun.
Beim Männchen sind auf den vier Handschwingen weiße Punkte und auf den äußeren Steuerfedern große weiße Ecken, an der Kehle findet sich kein Weiß. Beim Weibchen fehlt das Weiß, dafür kann es gelbbraune Punkte auf den Flügeln aufweisen.

## Stimme
Der Ruf des Männchens wird als langgezogenes, gleichmäßiges surrendes Geräusch beschrieben.

## Geografische Variation
Diese Art wird als monotypisch angesehen.
Es können aber auch folgende Unterarten unterschieden werden:
- C. i. inornatus Heuglin, 1869, Nominatform
- C. i. malbranti Niethammer, 1957
- C. i. ludovicianus Clarke, 1913

## Lebensweise
Die Nahrung besteht aus Nachtfaltern, Termiten, Ameisen, Heuschrecken, Ameisenjungfern,  Fangschrecken und Käfern.
Die Brutzeit liegt in Mali zwischen April und Juni, in Niger zwischen Mai und Juni, in Äthiopien zwischen März und Juni und in Somalia zwischen Dezember und Juni.

## Gefährdungssituation
Die Marmornachtschwalbe gilt als „nicht gefährdet“ (least concern).